# Aeschynanthus microtrichus
Aeschynanthus microtrichus är en tvåhjärtbladig växtart som beskrevs av Charles Baron Clarke. Aeschynanthus microtrichus ingår i släktet Aeschynanthus och familjen Gesneriaceae. Inga underarter finns listade i Catalogue of Life.